# Maltazione
La maltazione è una germinazione controllata che converte il grano crudo in malto. Il malto viene utilizzato principalmente per la produzione di birra o whisky, ma può anche essere usato per produrre aceto di malto o estratto di malto.
L'orzo nella birra deve essere maltato, sebbene non fosse così nel decreto di purezza del 1516 che non nominava la maltazione né il malto come ingrediente della birra (e neanche il lievito che, pur presente, sarà scoperto nell'Ottocento da Louis Pasteur).
Vari cereali vengono utilizzati per il malto; i più comuni sono orzo, sorgo, grano e segale. Esistono diversi tipi di apparecchiature che possono essere utilizzate per produrre il malto. Un malto tradizionale a pavimento fa germinare i grani in uno strato sottile su un pavimento solido e il grano viene rastrellato manualmente e ruotato per mantenere i grani liberi e aerati. In una moderna casa di malto il processo è più automatizzato e il grano viene germinato su un pavimento scanalato per consentire all'aria di essere forzata attraverso il letto del grano. Grandi tornitori meccanici, ad esempio scatole Saladin, mantengono libero il letto molto più spesso con una maggiore produttività e una migliore efficienza energetica.

## Assunzione
Il grano viene ricevuto nella casa del malto dal contadino. Viene prelevato dal campo e pulito (vestito) e asciugato se necessario per garantire che il grano rimanga nelle migliori condizioni per produrre un buon malto.
L'orzo viene testato per verificare l'idoneità al malto e per impedire che l'orzo morto o inadatto entri nel processo. Alcuni dei controlli di qualità tipici includono:
- Umidità del grano
- Contenuto di azoto (azoto totale)
- % di materiale estraneo
- Assenza di crescita fungina e metaboliti
- Capacità germinativa ed energia germinativa
- Sensibilità all'acqua

### Essiccazione
L'orzo ricevuto nella malta con un'umidità superiore al 13% deve essere asciugato prima di poter essere conservato in sicurezza senza perdita di capacità germinativa (GC). L'umidità viene rimossa facendo circolare aria riscaldata (fino a 50 °C) attraverso il grano e può essere eseguita utilizzando essiccatori di grano dedicati o come processo batch utilizzando un forno. Le alte temperature o l'essiccazione eccessiva danneggeranno o uccideranno gli embrioni d'orzo e il grano non germoglierà dopo la macerazione. L'orzo secco può essere conservato in modo sicuro fino a 18 mesi senza crescita di funghi o perdita di vigore del grano.

### Pulizia
Lo scopo della pulizia dell'orzo è quello di rimuovere i corpi estranei (paglia, polvere e semi sottili) che si trovano nel grano in entrata, lasciando solo il grano con maggiore probabilità di produrre un buon malto. I magneti vengono utilizzati per rimuovere i metalli dal grano, a sua volta riducendo la possibilità di scintille, che potrebbero provocare un'esplosione di polvere . I setacci rotanti e agitati vengono utilizzati per rimuovere corpi estranei indesiderati più grandi (paglia e orecchie non trebbiate) o più piccoli (sabbia e semi sottili) rispetto al normale grano d'orzo. Durante il processo di setacciatura un sistema di aspirazione rimuove la polvere e la pula. De-stoner o schermi vibranti sono usati per separare le piccole pietre dall'orzo. Le pietre, che sono più dense dell'orzo, si spostano dalla parte superiore della macchina e l'orzo pulito esce dal fondo. Mezzi separatori di mais possono essere usati per rimuovere i noccioli spezzati. Mezzi noccioli devono essere rimossi poiché solo la metà germina e produce enzimi. Al termine del processo di pulizia, il grano viene pesato per determinare le perdite di pulizia (la differenza tra il peso del grano ricevuto e il peso del grano dopo la pulizia) e viene trasferito in un silo per la conservazione.

### Immagazzinamento
L'orzo (in generale il cereale) deve essere conservato in modo sicuro per mantenere il vigore della cariosside per la germinazione. L'immagazzinamento in una malteria è normalmente in silos verticali in acciaio o cemento per facilità d'uso; ma può essere immesso in grandi serbatoi orizzontali quando devono essere immagazzinate grandi quantità di cereale. Il prodotto viene immagazzinato in modo da proteggerlo dall'umidità e dai parassiti. Un tipico silos immagazzinerà tra le 5.000 e le 20.000 tonnellate di orzo pulito e asciutto pronto per la maltazione.
Durante lo stoccaggio, la temperatura del contenitore viene misurata e monitorata nel tempo poiché un aumento della temperatura può indicare l'attività degli insetti. È possibile utilizzare apparecchiature aggiuntive per mantenere la temperatura del cereale al di sotto di 18 °C per inibire la crescita degli insetti. I silos sono normalmente dotati di un sistema di rotazione del grano da un silos all'altro per ridurre zone eccessivamente calde all'interno del carico. Un sistema di fumigazione può essere utilizzato per somministrare un fumigante (normalmente fosfina) nel silos.

## Processo a umido
Il processo a umido inizia con la macerazione per iniziare la germinazione e termina con l'essiccazione che rimuove l'umidità e produce un prodotto finale stabile.
Un lotto di malto è noto come un pezzo e un pezzo può essere grande quanto 400 tonnellate. Di seguito viene descritto un protocollo standardizzato per malto base:

### Macerazione
La macerazione è l'inizio del processo di maltazione attiva, viene aggiunta acqua per sommergere il grano e il contenuto di umidità della granella aumenta dal 12% circa al 40-45%. In una moderna casa di malto pneumatica, il grano viene alternativamente immerso (bagno umido) e quindi drenato (riposo all'aria) per due o tre cicli per raggiungere il contenuto di umidità del grano target e il primo segno visibile di germinazione, cioè la comparsa di radichette note come "chit".

### Bagno umido
Quando il grano viene immerso in acqua (noto come bagno umido), l'aria viene fatta gorgogliare attraverso la sospensione di acqua e grano periodicamente. Lo scopo di questa aerazione è di mantenere il processo aerobico per massimizzare la crescita dell'orzo. Altri vantaggi del risveglio sono ottenere una buona miscelazione, allentare lo sporco e uniformare le pressioni idrostatiche sul fondo delle navi ripide (portata d'aria: 1,5 m 3 / ton all'ora).

### Riposo all'aria
Alla fine della fase a bagnomaria l'acqua viene scaricata e questo è l'inizio del riposo all'aria. Durante il riposo all'aria, i ventilatori vengono fatti funzionare per fornire ossigeno fresco e per rimuovere l'eccesso di CO2 prodotto dalla respirazione dei cereali. La temperatura dell'aria fornita è importante in quanto non dovrebbe influire sulla temperatura del grano durante la macerazione (da 10 a 15 °C). I requisiti di aerazione (metri cubi per tonnellata al minuto) sono più elevati nella seconda e terza sosta d'aria poiché l'attività metabolica del grano è più elevata (portata d'aria: 300m 3 / ton all'ora).
Alla fine della macerazione, il grano viene allontanato fino alla germinazione. L'allontanamento può essere fatto in forma semi liquida durante la fase di bagnomaria o come granella umida durante un riposo all'aria.

### Germinazione
Lo scopo della germinazione è far germogliare le cariossidi d'orzo. Ciò consente lo sviluppo di enzimi di malto e questi enzimi modificano la struttura dell'endosperma dell'orzo abbattendo le pareti cellulari e la matrice proteica. La germinazione produce una grande quantità di calore; se non vengono prese precauzioni di sicurezza, il malto brucerà.
Gli enzimi prodotti durante la germinazione sono necessari per abbattere l'amido del birraio o del distillatore durante il processo di purificazione.
Il letto di granella viene mantenuto a una temperatura costante tra 10 e 16 °C dalla costante fornitura di aria fresca umidificata e i tornitori si muovono attraverso il letto di granella per mantenerlo libero per consentire un flusso d'aria sufficiente.

### Essiccazione
L'essiccazione riduce quindi il contenuto di umidità del grano e arresta il processo di germinazione. Nella prima fase, di essiccazione libera, le temperature dell'aria vengono mantenute fresche per essiccare il grano senza provocare la denaturazione degli enzimi.
Man mano che il grano si asciuga, è possibile aumentare le temperature dell'aria (la seconda fase o fase di asciugatura forzata) per essiccare ulteriormente il grano, l'umidità del malto target dopo l'essiccazione è di circa il 5% in peso. Durante l'asciugatura forzata l'umidità relativa dell'aria proveniente dal letto scende e il maltster è in grado di utilizzare una porzione di aria calda come aria di ritorno.
Durante le ultime ore di essiccazione, la temperatura dell'aria viene elevata a oltre 80 °C (fase di stagionatura) per abbattere l'SMM (S-metil-metionina) in dimetil solfuro (DMS) per ridurre il potenziale di DMS del malto. Il DMS è un sapore fuori dal comune che conferisce aroma di mais nella birra finale.
Le alte temperature dell'essiccamento producono anche il colore caratteristico nel malto attraverso la reazione di Maillard.
Alla fine il malto cotto viene raffreddato prima che il forno venga svuotato.

### Rimozione delle trebbie di birra
Le radichette del malto (note anche come trebbie di birra) vengono rimosse dal malto subito dopo il trasferimento dal forno; le trebbie rimosse vengono vendute o trasformate come alimenti per animali. Il malto pulito viene immagazzinato in silos per essere miscelato con lotti di malto simili per produrre lotti omogenei.

### Pulizia del malto
Infine, il malto viene pulito prima della vendita usando setacci e aspiratori per rimuovere polvere e grumi nel malto. I magneti vengono nuovamente utilizzati per rimuovere qualsiasi metallo che potrebbe danneggiare i rulli del mulino.